# Juan van Oostenrijk

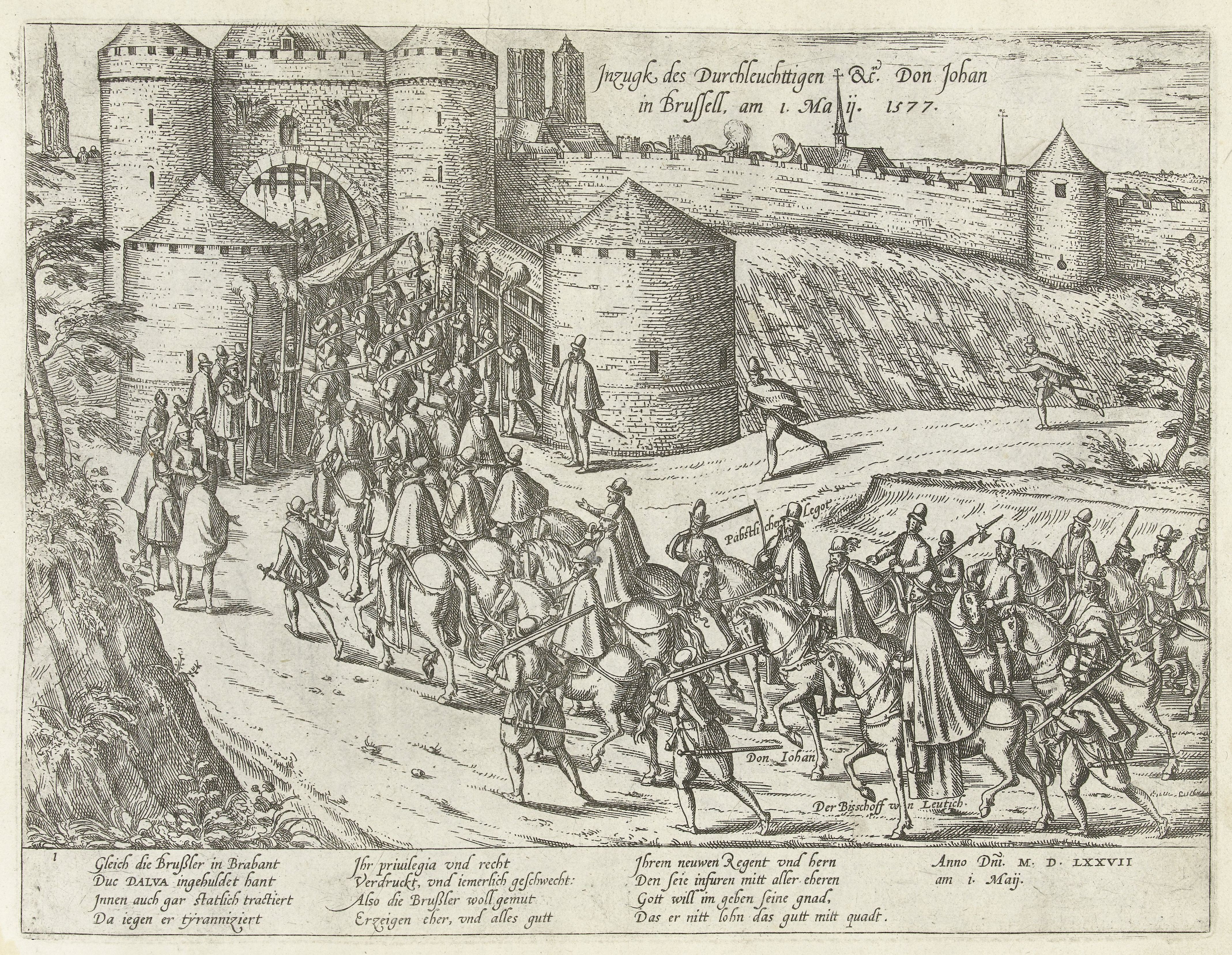
Blijde Intrede van Don Juan in Brussel op 1 mei 1577.

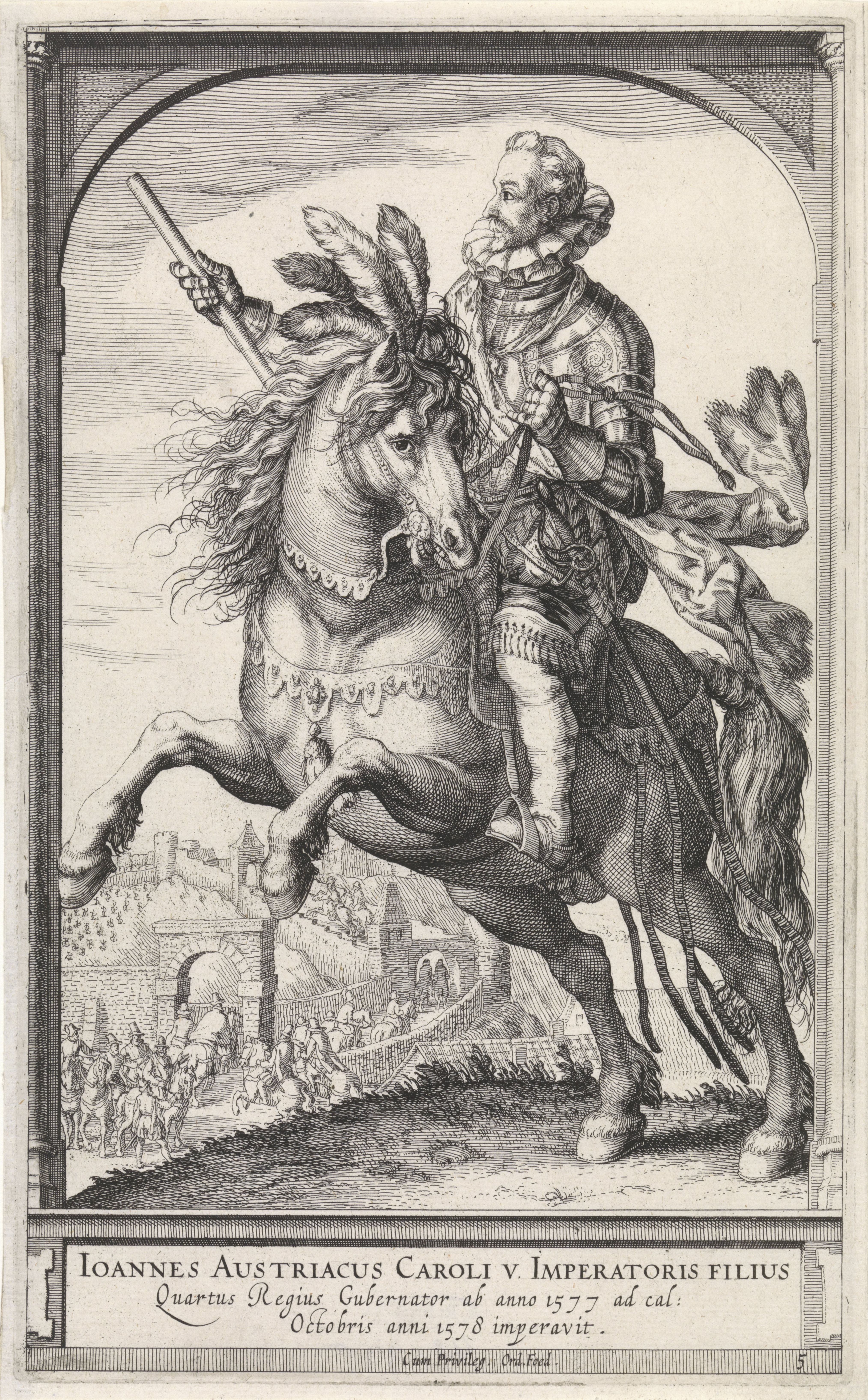
Ruiterportret van Don Juan van Oostenrijk

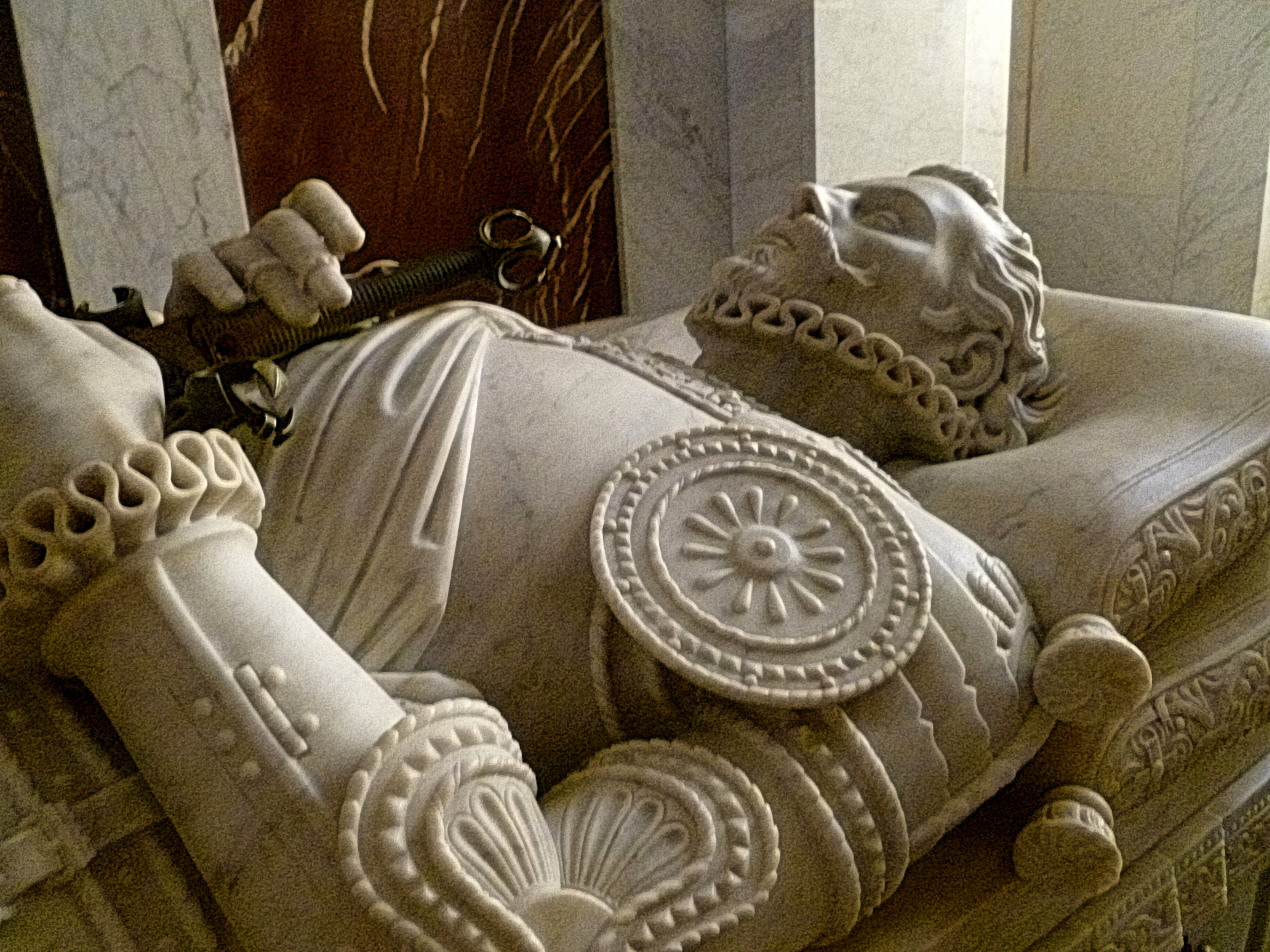
Graftombe in het Escorial

Juan (of Jan) van Oostenrijk (Regensburg, 24 februari 1547 – Bouge bij Namen, 1 oktober 1578) was een Spaans legerleider en landvoogd van de Nederlanden aan het begin van de Tachtigjarige Oorlog.

## Jonge jaren
Don Juan was een onwettige en in het geheim geboren zoon van keizer Karel V en Barbara Blomberg. Hij werd op driejarige leeftijd bij zijn moeder weggehaald, maar anders dan bij zijn halfzus Margaretha van Parma bleef zijn afkomst geheim. De keizer bedacht een dekmantel en liet zijn muzikant François Massi een verklaring tekenen dat het ging om een buitenechtelijk kind van de suppoost Adrien Dubois. Dubois had Massi zogezegd gevraagd om het kind naar Spanje te brengen zodat zijn vrouw er niet van zou horen. 
In Spanje werd 'Gerónimo' toevertrouwd aan Luis de Quijada en Magdalena de Ulloa, die hem opvoedden in hun kasteel in Villagarcía de Campos. In juli 1558 mocht hij naar Yuste komen om voor het eerst de oude keizer te ontmoeten, maar een erkenning kwam er niet. Pas na Karels dood leerden diens andere kinderen van het bestaan van Gerónimo, door toedoen van een geheime codicil. Hij werd ontvangen aan het hof van zijn halfbroer, koning Filips II van Spanje.
Als 24-jarige legeraanvoerder maakte Don Juan grote indruk door aan het hoofd van een internationale Heilige Liga het Ottomaanse Rijk te verslaan aan de Griekse westkust in de Slag bij Lepanto in 1571, aan boord van zijn vlaggenschip Real. De acute dreiging van een invasie van het in die tijd expansieve Ottomaanse Rijk was hiermee geweken.

## Landvoogd van de Nederlanden
Filips II stuurde Don Juan in 1576 als landvoogd naar de Nederlanden om de overleden Luis de Requesens te vervangen. Dit was bepaald geen aantrekkelijke promotie; zijn twee recentste voorgangers, Alva en Requesens, hadden gefaald in het onderdrukken van de Opstand. Juan had de ambitie om Filips' kroonprins te worden en Filips wilde Juan op zijn nummer zetten door hem een moeilijke missie te geven: zonder voldoende militaire middelen orde en gezag herstellen; zonder op religieus gebied concessies te doen. Juan werd naar deze post gelokt met het vooruitzicht dat hij de katholieke Schotse koningin Maria Stuart mocht gaan helpen de troon van de protestantse koningin Elizabeth I van Engeland over te nemen. Hij kwam op 3 november aan in Luxemburg, na als morenknecht van Ottavio Gonzaga vermomd door Frankrijk te hebben gereisd, terwijl daar de Hugenotenoorlogen woedden. Hij kwam net te laat om de wegens achterstallige soldij muitende Spaanse troepen tot rust te manen. De muiters vielen op 4 november 1576 Antwerpen binnen en plunderden de stad in wat de Spaanse Furie zou gaan heten. Juan wist dus meteen hoe gering de middelen waren waarmee hij zijn opdracht moest vervullen. Willem van Oranje wist direct munt te slaan uit de toen algemeen anti-Spaanse stemming in noord en zuid, bij protestanten en katholieken, hetgeen leidde tot de Pacificatie van Gent op 8 november, waarin voor het eerst eenheid van alle zeventien gewesten van de Nederlanden werd bereikt op basis van een aanzienlijke mate van religieuze tolerantie.
Kort na zijn aankomst als landvoogd in de Nederlanden kreeg Juan ook met zijn moeder te maken, die hij sinds zijn derde jaar niet meer gezien had. Ze was getrouwd geweest, weduwe geworden met twee zonen en woonde in Gent, voorzien van een pensioen van het hof in Brussel. Ze raakte door haar gedrag in opspraak. Een van haar zonen verdronk en de andere diende in het koninklijke leger. Soms stelde zij zich afwijzend op tegenover Juan. Hij kon haar overreden af te reizen naar Spanje, waar zij zich uiteindelijk vestigde op het landgoed Escobedo. Daar overleed zij in 1597.
Don Juan sloot op 7 januari 1577 de Unie van Brussel: 
- hij erkende de Pacificatie van Gent middels het Eeuwig Edict;
- de opstandige gewesten erkenden hem als landvoogd en Filips II als koning en zouden zich sterk maken voor het behoud van het katholieke geloof.

Deze Unie van Brussel werd zowel door de gewesten Holland en Zeeland als door Filips II onder protest getekend. Het zou dan ook geen haalbare Unie blijken.
Enkele maanden later ging het al mis: Don Juan veroverde met geweld de stad Namen (24 juli) en viel Antwerpen aan. Op 31 januari 1578 behaalde hij een grote overwinning op de Staatse troepen in de Slag bij Gembloers, maar financieel konden de Spanjaarden zich eigenlijk niets meer veroorloven. Op 2 augustus 1578 leed hij tijdens de Slag bij Rijmenam ten noorden van Brussel een nederlaag tegen de troepen van het nog opstandige deel van de Nederlandse gewesten. Het was Juan nu wel duidelijk dat avonturen in Engeland en Schotland voorlopig niet haalbaar waren.

## Koninklijke stallen van Juan van Oostenrijk
De paarden uit de Koninklijke stallen van Juan van Oostenrijk werden befaamd als voorbeelden van barokpaarden door een prentenserie met tal van Europese paardenrassen, Equile Ioannis Austriaci Caroli. In deze tijden hadden Iberische paarden invloed op diverse lokale rassen elders.

## Overlijden
In oktober 1578 overleed Don Juan op 31-jarige leeftijd aan tyfus in zijn legerkamp in Bouge. De gewesten gingen zelf op zoek naar een nieuwe landvoogd: Matthias van Oostenrijk, een neef van Filips II, werd gevraagd. Filips II wees dit natuurlijk af. Filips II benoemde nu als landvoogd en legerleider Alexander Farnese, de latere hertog van Parma en zoon van de eerdere landvoogdes Margaretha van Parma.

## Voorouders
| Voorouders van Juan van Oostenrijk | Voorouders van Juan van Oostenrijk                                        | Voorouders van Juan van Oostenrijk                                        | Voorouders van Juan van Oostenrijk                                        | Voorouders van Juan van Oostenrijk                                        | Voorouders van Juan van Oostenrijk                      | Voorouders van Juan van Oostenrijk                      | Voorouders van Juan van Oostenrijk                      | Voorouders van Juan van Oostenrijk                      |
| ---------------------------------- | ------------------------------------------------------------------------- | ------------------------------------------------------------------------- | ------------------------------------------------------------------------- | ------------------------------------------------------------------------- | ------------------------------------------------------- | ------------------------------------------------------- | ------------------------------------------------------- | ------------------------------------------------------- |
| Overgrootouders                    | Keizer Maximiliaan I (1459–1519) ∞ Maria van Bourgondië (1457–1482)       | Keizer Maximiliaan I (1459–1519) ∞ Maria van Bourgondië (1457–1482)       | Ferdinand II van Aragon (1452–1516) ∞ Isabella I van Castilië (1451–1504) | Ferdinand II van Aragon (1452–1516) ∞ Isabella I van Castilië (1451–1504) | ? (–) ∞ ? (–)                                           | ? (–) ∞ ? (–)                                           | ? (–) ∞ ? (–)                                           | ? (–) ∞ ? (–)                                           |
| Grootouders                        | Filips I van Castilië (1478–1506) ∞ 1496 Johanna van Castilië (1479–1555) | Filips I van Castilië (1478–1506) ∞ 1496 Johanna van Castilië (1479–1555) | Filips I van Castilië (1478–1506) ∞ 1496 Johanna van Castilië (1479–1555) | Filips I van Castilië (1478–1506) ∞ 1496 Johanna van Castilië (1479–1555) | Wolfgang Blombergen (–) ∞ Sibilla Lohman (–)            | Wolfgang Blombergen (–) ∞ Sibilla Lohman (–)            | Wolfgang Blombergen (–) ∞ Sibilla Lohman (–)            | Wolfgang Blombergen (–) ∞ Sibilla Lohman (–)            |
| Ouders                             | Keizer Karel V (1500–1558) Barbara Blomberg (1527–1597)                   | Keizer Karel V (1500–1558) Barbara Blomberg (1527–1597)                   | Keizer Karel V (1500–1558) Barbara Blomberg (1527–1597)                   | Keizer Karel V (1500–1558) Barbara Blomberg (1527–1597)                   | Keizer Karel V (1500–1558) Barbara Blomberg (1527–1597) | Keizer Karel V (1500–1558) Barbara Blomberg (1527–1597) | Keizer Karel V (1500–1558) Barbara Blomberg (1527–1597) | Keizer Karel V (1500–1558) Barbara Blomberg (1527–1597) |
| Juan van Oostenrijk (1547–1578)    |                                                                           |                                                                           |                                                                           |                                                                           |                                                         |                                                         |                                                         |                                                         |

## Voetnoten
1. ↑  Geoffrey Parker, Emperor. A New Life of Charles V, 2019, p. 400-401

- Biblioteca Nacional de Chile: 000205031
- Biblioteca Nacional de España: XX1724146
- Bibliothèque nationale de France: cb11938118r (data)
- Biografisch Portaal: 13379970
- Catàleg d'autoritats de noms i títols de Catalunya: 981058525143906706
- Digitale Bibliotheek voor de Nederlandse Letteren: jan_012
- Gemeinsame Normdatei: 118713299
- International Standard Name Identifier: 0000 0001 1752 0385
- Library of Congress Control Number: n50038831
- Bibliotheek van het Japanse parlement: 01094468
- Nationale Bibliotheek van Tsjechië: xx0065675
- Nationale bibliotheek van Australië: 51934027
- Nationale Bibliotheek van Israël: 987007263565005171
- Nationale Bibliotheek van Polen: a0000002715819
- Nederlandse Thesaurus van Auteursnamen: 07504790X
- Istituto Centrale per il Catalogo Unico: BVEV115084
- LIBRIS: 214343
- SNAC: w6058rk9
- Système universitaire de documentation: 027311376
- Trove: 1525040
- Virtual International Authority File: 25397110
- WorldCat: E39PBJrRfMypMgyhbPyYXpyjmd